# Cesare Bovo
Cesare Bovo (ur. 14 stycznia 1983 w Rzymie) – włoski piłkarz występujący na pozycji środkowego obrońcy.

## Kariera klubowa
Cesare Bovo zawodową karierę rozpoczął w 2002 w Lecce, dokąd przywędrował ze szkółki juniorów AS Roma. Awansował z tym zespołem z Serie B do Serie A, w której w sezonie 2003/2004 zajął dziesiąte miejsce w tabeli. Następnie został wypożyczony do Parmy, w barwach którego zaliczył między innymi osiem występów w rozgrywkach Pucharu UEFA.
W 2005 Bovo powrócił do swojej pierwszej drużyny w karierze – Romy, w barwach której wystąpił w 22 pojedynkach włoskiej ekstraklasy oraz siedmiu spotkaniach europejskich pucharów. W późniejszym czasie włoski zawodnik przeniósł się do US Palermo, jednak z powodu kontuzji w ekipie „Aquile” zagrał tylko w jednym ligowym spotkaniu. W styczniu 2007 Bovo został wypożyczony do Torino FC, w którym zadebiutował 24 lutego tego samego roku w meczu przeciwko Chievo.
W czerwcu 2007 Włoch powrócił na Sycylię. Latem 2008 podpisał natomiast kontrakt z beniaminkiem Serie A – Genoą, dla której zanotował 27 występów w Serie A. Latem 2008 Bovo ponownie zasilił US Palermo i od razu stał się jego podstawowym graczem. 25 października 2009 strzelił zwycięską bramkę w wygranym 1:0 ligowym meczu z Udinese Calcio. Sezon 2009/2010 zakończył ze swoją drużyną na 5. miejscu w ligowej tabeli i awansował do Ligi Europy.
W 2011 roku Bovo wrócił do Genoi.

## Kariera reprezentacyjna
Bovo ma za sobą występy w młodzieżowych reprezentacjach Włoch. Z drużyną do lat 21 dwa razy wystąpił na mistrzostwach Europy. W 2004 impreza ta zakończyła się zwycięstwem Italii, natomiast w 2006 „Azzurrini” nie zdołali wyjść z grupy. Wychowanek Romy brał także udział w Igrzyskach Olimpijskich w Atenach, na których Włosi wywalczyli brązowy medal. Na turnieju tym Bovo wystąpił w trzech pojedynkach, a w meczu 1/4 finału przeciwko Mali zdobył zwycięskiego gola.
Pod koniec sierpnia 2010 Cesare Prandelli powołał Bovo do seniorskiej reprezentacji Włoch na spotkania eliminacji do Euro 2012 z Estonią i Wyspami Owczymi.